# Mucho que perder, poco que ganar
Mucho que perder, poco que ganar fue un programa de televisión español emitido por La Sexta en el año 2011.

## Historia
Adaptación de un concurso británico emitido por Channel 4 titulado Chris Moyles' Quiz Night, el programa comenzó a emitirse en el otoño de 2011. En su primera edición, el concurso lo presenta Anabel Alonso.
La ganadora de la final del concurso que tuvo lugar el día 4 de noviembre de 2011, fue Adriana Abenia.

## Equipo

### Presentadora
- Anabel Alonso (2011)

### Colaboradores
- Joaquín Reyes (2011)
- Constantino Romero (2011)
- Chiquito de la Calzada (2011)
- Leonardo Dantés (2011)
- Renata Zanchi
- Equipo de Animadoras

## Pruebas
- El toca-discos
- La pregunta guarrilla
- El autocue
- La Pregunta de Darth Vader
- Yes we jarl
- La canción dantesca
- Suma y resta

## Audiencias
| Capítulo | Fecha                  | Espectadores | Share |
| -------- | ---------------------- | ------------ | ----- |
| 01       | 3 de octubre de 2011   | 564 000      | 4,2%  |
| 02       | 4 de octubre de 2011   | 539 000      | 4,0%  |
| 03       | 5 de octubre de 2011   | 418 000      | 3,1%  |
| 04       | 6 de octubre de 2011   | 400 000      | 3,0%  |
| 05       | 7 de octubre de 2011   | 465 000      | 3,3%  |
| 06       | 10 de octubre de 2011  | 453 000      | 3,4%  |
| 07       | 11 de octubre de 2011  | 411 000      | 3,0%  |
| 08       | 12 de octubre de 2011  | 328 000      | 2,5%  |
| 09       | 13 de octubre de 2011  | 308 000      | 2,3%  |
| 10       | 14 de octubre de 2011  | 333 000      | 2,4%  |
| 11       | 17 de octubre de 2011  | 380 000      | 2,8%  |
| 12       | 18 de octubre de 2011  | 382 000      | 2,8%  |
| 13       | 19 de octubre de 2011  | 395 000      | 2,9%  |
| 14       | 20 de octubre de 2011  | 312 000      | 2,3%  |
| 15       | 21 de octubre de 2011  | 371 000      | 2,6%  |
| 16       | 24 de octubre de 2011  | 342 000      | 2,4%  |
| 17       | 25 de octubre de 2011  | 398 000      | 2,8%  |
| 18       | 26 de octubre de 2011  | 434 000      | 3,1%  |
| 19       | 27 de octubre de 2011  | 366 000      | 2,5%  |
| 20       | 28 de octubre de 2011  | 296 000      | 2,1%  |
| 21       | 31 de octubre de 2011  | 302 000      | 2,2%  |
| 22       | 1 de noviembre de 2011 | 310 000      | 2,2%  |
| 23       | 2 de noviembre de 2011 | 382 000      | 2,7%  |
| 24       | 3 de noviembre de 2011 | 335 000      | 2,4%  |
| 25       | 4 de noviembre de 2011 | 392 000      | 2,7%  |

     Máximo histórico de audiencia (sobremesa).
     Mínimo histórico (sobremesa).

## Vencedores
| Año            | Campeón          | Subcampeón       | Tercer lugar       | Cuarto lugar        |
| -------------- | ---------------- | ---------------- | ------------------ | ------------------- |
| 2011 I Edición | Martina Klein 45 | Berta Collado 41 | Canco Rodríguez 39 | Cristina Castaño 37 |

## Perdedores
| Año            | Campeón          | Subcampeón       | Tercer lugar       | Cuarto lugar         |
| -------------- | ---------------- | ---------------- | ------------------ | -------------------- |
| 2011 I Edición | Adriana Abenia 8 | Eduardo Gómez 13 | Pablo Chiapella 15 | Elena Ballesteros 16 |

## Famosos participantes
A lo largo de sus temporadas, los famosos que han pasado por el programa son, por orden de participación, enfrentamiento y resultado:

### I Edición - 2011 (3 de octubre - 4 de noviembre)
| Presentadora  | Famoso rosa           | Famoso amarillo | Famoso azul                 | Resultado   |
| Anabel Alonso | Vicky Martín Berrocal | Jorge Fernández | Santiago Segura             | 22-23-25-29 |
| Anabel Alonso | Elena Ballesteros     | El Cordobés     | Pablo Chiapella             | 22-16-22-15 |
| Anabel Alonso | Ivonne Reyes          | Leo Harlem      | José Antonio Canales Rivera | 26-26-25-20 |
| Anabel Alonso | Dani Mateo            | Víctor Janeiro  | Carmen Janeiro              | 28-35-23-32 |
| Anabel Alonso | Adriana Abenia        | Miki Nadal      | Belinda Washington          | 30-23-31-24 |
| Anabel Alonso | Ana Fernández         | Ernesto Sevilla | Eduardo Gómez               | 27-22-23-13 |
| Anabel Alonso | Thais Villas          | Martina Klein   | Canco Rodríguez             | 39-35-45-39 |
| Anabel Alonso | Rossy de Palma        | Carlos Chamarro | Pablo Puyol                 | 26-26-28-25 |
| Anabel Alonso | Leo Harlem            | Carmen Lomana   | Berta Collado               | 40-29-31-41 |
| Anabel Alonso | Nuria Fergó           | Agustín Jiménez | Cristina Castaño            | 36-29-25-37 |
| Anabel Alonso | Àlex Casademunt       | Mariola Fuentes | Pedro Reyes                 | 22-19-31-17 |
| Anabel Alonso | Inma del Moral        | Flipy           | Juanra Bonet                | 25-24-26-30 |
| Anabel Alonso | Agustín Jiménez       | Adriana Abenia  | Elena Ballesteros           | 12-21-8-21  |

## Audiencia media
Estas han sido las audiencias de las ediciones del programa Mucho que perder, poco que ganar.
| Edición                                           | Fecha | Cadena   | Espectadores | Share |
| ------------------------------------------------- | ----- | -------- | ------------ | ----- |
| Mucho que perder, poco que ganar: Primera edición | 2011  | La Sexta | 385 000      | 2,8%  |

## Suma y resta
- Camela (3 de octubre de 2011)
- The Wanted (4 de octubre de 2011)
- Robert Ramírez (5 de octubre de 2011)
- Camela (6 de octubre de 2011)
- El pescao (7 de octubre de 2011)
- El Chojin (10 de octubre de 2011)
- Juan Magán (19 de octubre de 2011)

## Invitados
- Patricia Conde (3 de octubre de 2011)
- Boris Izaguirre (6 de octubre de 2011)
- Gervasio Deferr (10 de octubre de 2011)
- Jimmy Barnatán (12 de octubre de 2011)
- Carlos Sobera (3 de octubre de 2011)
- Miguel A. Gamera (2 de noviembre de 2011)
- Mirela Cabero (2 de noviembre de 2011)
- Hector Fernández (2 de noviembre de 2011)